# Rhaphidophora foraminifera
Rhaphidophora foraminifera är en kallaväxtart som först beskrevs av Adolf Engler, och fick sitt nu gällande namn av Adolf Engler. Rhaphidophora foraminifera ingår i släktet Rhaphidophora och familjen kallaväxter. Inga underarter finns listade.